# Tadeusz Mieczyński
Tadeusz Mieczyński (ur. 17 sierpnia 1888 w Przeciszewie, zm. 20 stycznia 1947 w Puławach) – polski chemik-gleboznawca, doktor filozofii.

## Życiorys
Syn Franciszka Dionizego Mieczyńskiego i Kazimiery ze Starczewskich. Studiował na uniwersytecie we Fryburgu w Szwajcarii, w 1911 uzyskał tytuł doktora filozofii, od 1912 przez rok był asystentem w Katedrze Fizyki. W 1913 został asystentem w Katedrze Chemii Ogólnej Akademii Rolniczej w Dublanach, rok później wyjechał do Moskwy, gdzie studiował w Instytucie Rolniczym Akademii Piotrowsko-Razumowskiej, od 1914 do 1917 uczestniczył w ekspedycji naukowej prowadzącej badania gleby na Uralu, Kaukazie i w Turkmenistanie. W 1917 powołano go na stanowisko dyrektora Bałanowskiej Stacji Doświadczalnej w Saratowie, zajmował je przez dwa lata. W 1919 powrócił do ojczyzny, powierzono mu stanowisko kierownika Wydziału Gleboznawstwa w Państwowym Instytucie Naukowym Gospodarstwa Wiejskiego w Puławach (PINGW). Rok później wyjechał do Stanów Zjednoczonych i Kanady, aby prowadzić badania gleboznawcze. Po powrocie w 1926 został mianowany dyrektorem PINGW. Równocześnie pełnił funkcję sekretarza Międzynarodowej Komisji Badań własności fizycznej gleb. Po 1945 był profesorem Zakładu Gleboznawstwa na Politechnice Gdańskiej.

## Ordery i odznaczenia
- Krzyż Komandorski Orderu Odrodzenia Polski (27 listopada 1929)[2]